# Hornberg (Adelsgeschlecht, Schwarzwald)

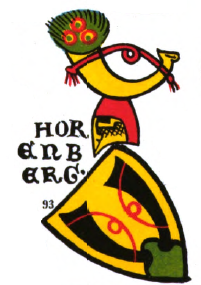
Wappen der Herren von Hornberg in der Zürcher Wappenrolle

Die Freiherren von Hornberg sind eine Seitenlinie der Freiherren von Ellerbach. Adalbert von Ellerbach, der Erbauer der Burg Althornberg, nannte sich ab 1111 Freiherr von Hornberg. Das Geschlecht trieb die Erschließung des Gutachtals voran und kontrollierte es bis 1423.

## Geschichte

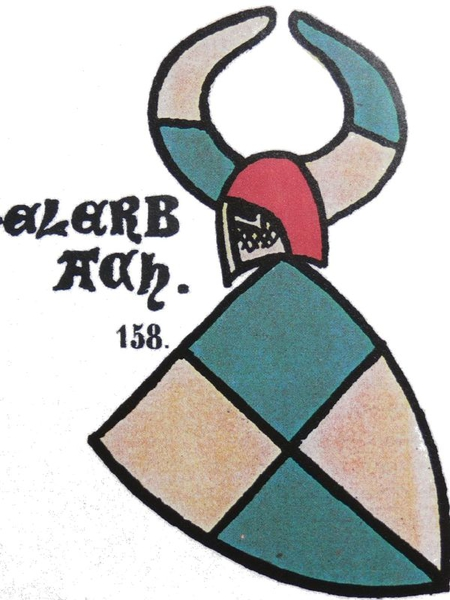
Wappen der Freiherren von Ellerbach in der Zürcher Wappenrolle

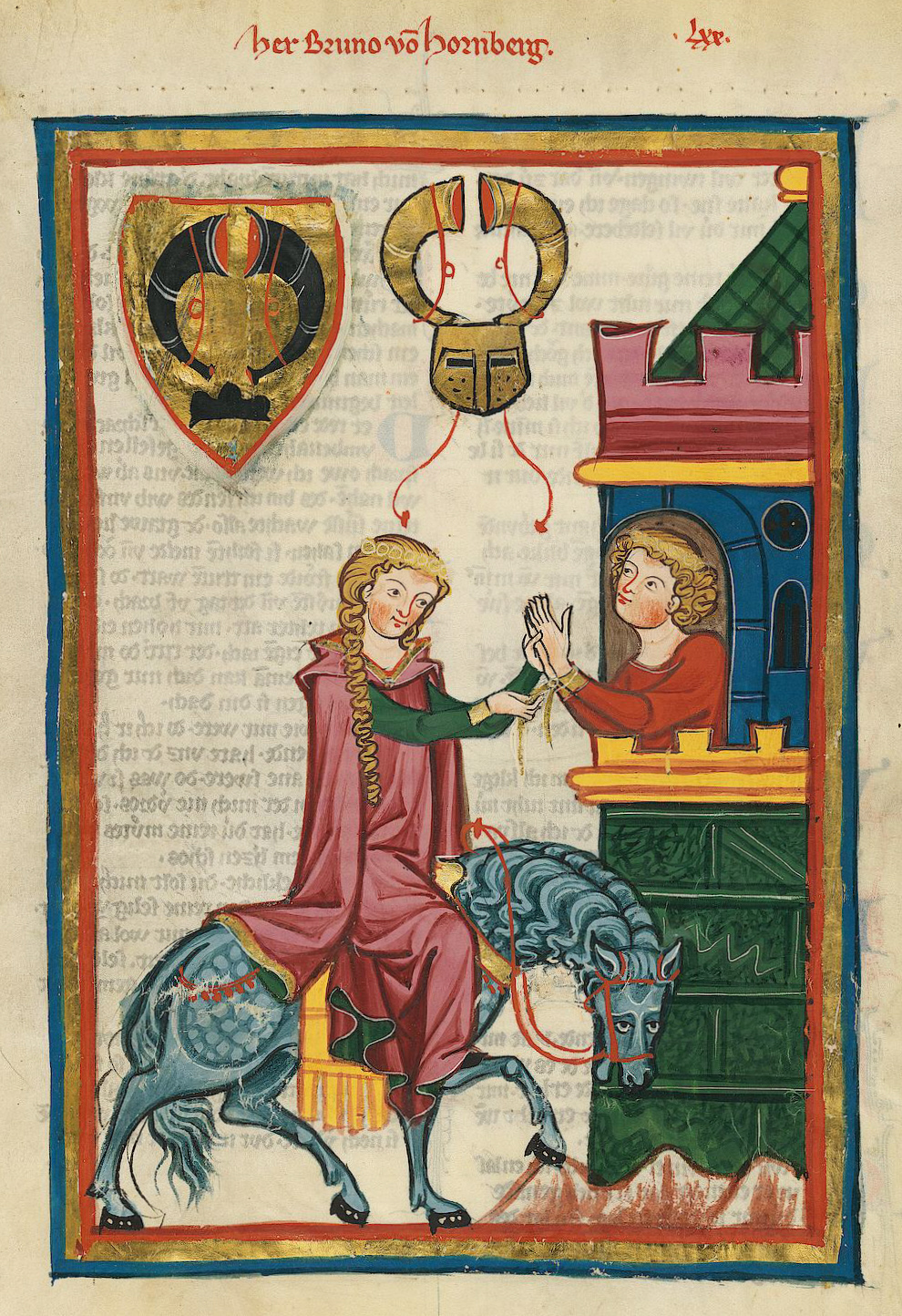
Bruno von Hornberg

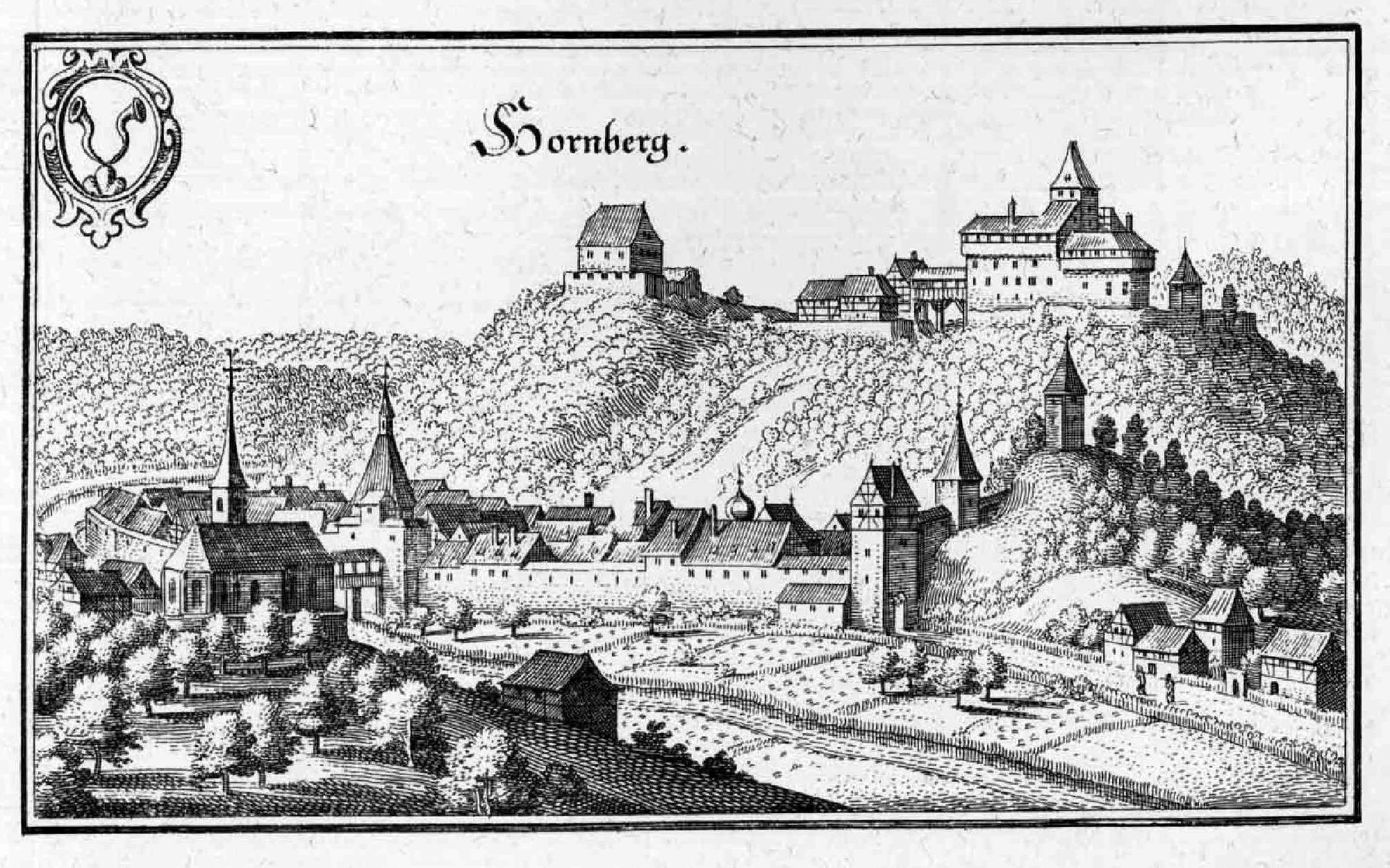
Hornberg in der Topographia Sueviae von Matthäus Merian (1643)

Um 1080 belehnte König Heinrich IV. seinen Gefolgsmann Adalbert von Ellerbach mit dem noch nicht gerodeten Gebiet im und um das Gutachtal. Es wird angenommen, dass Adalbert in dem ihm zugewiesenen Rodungsgebiet (das Gutachtal von der Quelle bei Schönwald bis zur Mündung nördlich von Gutach und seine Seitentäler) nicht nur neues Siedlungsland gewinnen sollte, sondern auch für eine kürzere Verbindung zwischen Villingen und dem Kinzigtal sorgen sollte. Zunächst wurde die Siedlung Gremmelsbach angelegt und um 1100 etwas unterhalb des Rappenfelsens auf 762 Metern Höhe eine Fläche für den Bau einer Burg, der Burg Althornberg, eingeebnet.
Bereits das Wappen derer von Ellerbach hatte zwei Auerhörner als Helmzier und die Form der Felsen, bei denen die Burg errichtet wurde, erinnerte an Hörner. Dies soll zusammen zur Namensbildung Hornbergburg (auch Hornburg oder Hornberg) geführt haben und Adalbert (Adalbertus de Horenberc) leitete daraus auch den Namen für seine neue Seitenlinie ab. Adalbert starb 1127 und wurde im Kloster Sankt Georgen im Schwarzwald beigesetzt, das die vorläufige Grablege des Geschlechts wurde. Nach 1150 wurden in St. Georgen keine Hornberger Freiherren mehr beigesetzt, sondern in den von ihnen errichteten Pfarrkirchen in Gutach und Hornberg.
Die Freiherren setzten sich alsbald auf dem Gebiet der heutigen Stadt Hornberg fest. Zuerst entstand der Hauptwirtschaftshof der Freiherren am Fuß des Burgberges. Auf dem 100 Meter aufragenden Burgfelsen, der von drei Seiten durch steile Felshänge geschützt ist, wurden noch Granitblöcke des ältesten Baus des Schlosses Hornberg gefunden, die ohne Bindemittel aufeinander gefügt wurden, woraus eine Bauzeit in der ersten Hälfte des 12. Jahrhunderts abgeleitet wird.
Der Minnesänger Bruno von Hornberg soll etwa zwischen 1275 und 1310 auf der Burg gelebt haben. In der Großen Heidelberger Liederhandschrift C sind vier Lieder von Bruno enthalten. Es wird daher angenommen, dass er Gelehrter und Künstler war und auf seinem Schloss auch Festlichkeiten mit Minnesang und dem Gesang von Rittererzählungen stattfanden. 1276 hat er König Rudolf von Habsburg in Basel getroffen. Bruno begründete eine Hornberger Nebenlinie, die im Wappen anstelle des grünen Dreiberges einen schwarzen führte. Er stiftete 1280 die Kapelle für das Kloster Tennenbach.
Zur Kontrolle der Handelsstraßen erbauten die Herren von Hornberg in ihrer Herrschaft zwei Geleitstürme im Tiefenbachtal (Burg Tiefenbach) und auf dem Turmerberg (Burg Gutach, genannt „Gutach-Turm“). Vermutlich aufgrund der durch die Hornberger erhobenen Geleitsgebühren kam es zum Streit mit der Reichsstadt Straßburg, deren Kaufleute ihre Interessen beeinträchtigt sahen. 1368 zerstörten die Straßburger den Gutach-Turm. Die Grafen von Fürstenberg konnten zunächst vermitteln und die Straßburger bauten den Turm für die Hornberger wieder auf, wobei den Straßburgern und Fürstenbergern dafür Rechte eingeräumt werden mussten. Nach einem neuerlichen Streit 1383 wurde der Neue Turm von den Straßburgern wieder zerstört und die Hornberger Herrschaft verwüstet.
Im Jahr 1411 löste der Tod Hans’ von Hornberg die Lupfener Fehde zwischen den Herren von Lupfen und den Grafen von Fürstenberg aus.
Der Streit mit den Straßburgern, Familienstreitigkeiten und Vergeudung bewirkten den Niedergang und die Verschuldung des Geschlechts. Bruno Werner wurde 1420 wegen der Schulden sogar mit der Acht belegt. 1423 verkaufte Bruno Werner von Hornberg das Schloss Hornberg an die Grafen von Württemberg, die sogleich ihren Vogt einquartierten, während Bruno Werner bis zur Bezahlung des Kaufpreises auf Schloss Schiltach wohnen durfte.
Die Besitzungen eines von einem Werner von Hornberg begründeten Zweiges des Geschlechts gingen 1392 teilweise an den Markgrafen Hesso von Hachberg. Die Witwe des Werner von Hornberg, Anna von Üsenberg, heiratete Herzog Reinold VI. von Urslingen, der ebenfalls ständig in Geldnöten war. Graf Heinrich von Fürstenberg, Markgraf Bernhard I. von Baden und Graf Eberhard III. von Württemberg mischten bei der Verteilung des Erbes dieser Hornberger Linie mit, wodurch eine Gemengelage an Rechten in der Herrschaft Hornberg entstand.
Von 1414 bis 1427 war Heinrich von Hornberg Abt des Klosters St. Peter.

### Die Hornberger im Breisgau
1312 wurde Friedrich von Hornberg als Besitzer der Schneeburg bei Freiburg genannt. 1349 schenkte Werner von Hornberg diese Burg dem Kloster St. Gallen, das ihn dann damit wieder belehnte. Zusätzlich erhielten die Hornberger die Vogtei über die St. Galler Herrschaft in Ebringen, Talhausen und Berghausen sowie deren übrige Klostereinkünfte im Breisgau als Lehen. Das auf dem Schönberg gelegene Berghausen wird am Anfang des 15. Jahrhunderts aufgegeben. Den Hornbergern gelingt es in den folgenden Jahrzehnten, die Lehensabhängigkeit vom Kloster de facto stark zu reduzieren. Konrad von Hornberg setzt beim Kloster 1428 die weibliche Erbfolge für seine Ehefrau Benignosa von Rathsamhausen durch, wobei das Lehen bei Wiederverheiratung der Witwe auch an deren Ehemann fallen dürfe. Nach dem Tod Konrads heiratete seine Witwe Hans von Embs, der 1458 von St. Gallen das Lehen erhielt. Allerdings hatte das Kloster bereits zehn Jahre vorher auch einem Verwandten des Konrad, Anton von Hornberg, das Lehen zugesprochen, so dass es nun zu einer gerichtlichen Auseinandersetzung kam, die 1460 zugunsten derer von Embs endete. Allerdings verfolgte Mathias von Hornberg – ein Sohn des Anton – die Ansprüche seines Hauses weiter. Hans von Embs fand schließlich Margarete von Hornberg 1469 ab, so dass diese auf alle Ansprüche auf die Schneeburg und die Herrschaft Ebringen verzichtete.

### Die Seitenlinie der Herren von Triberg

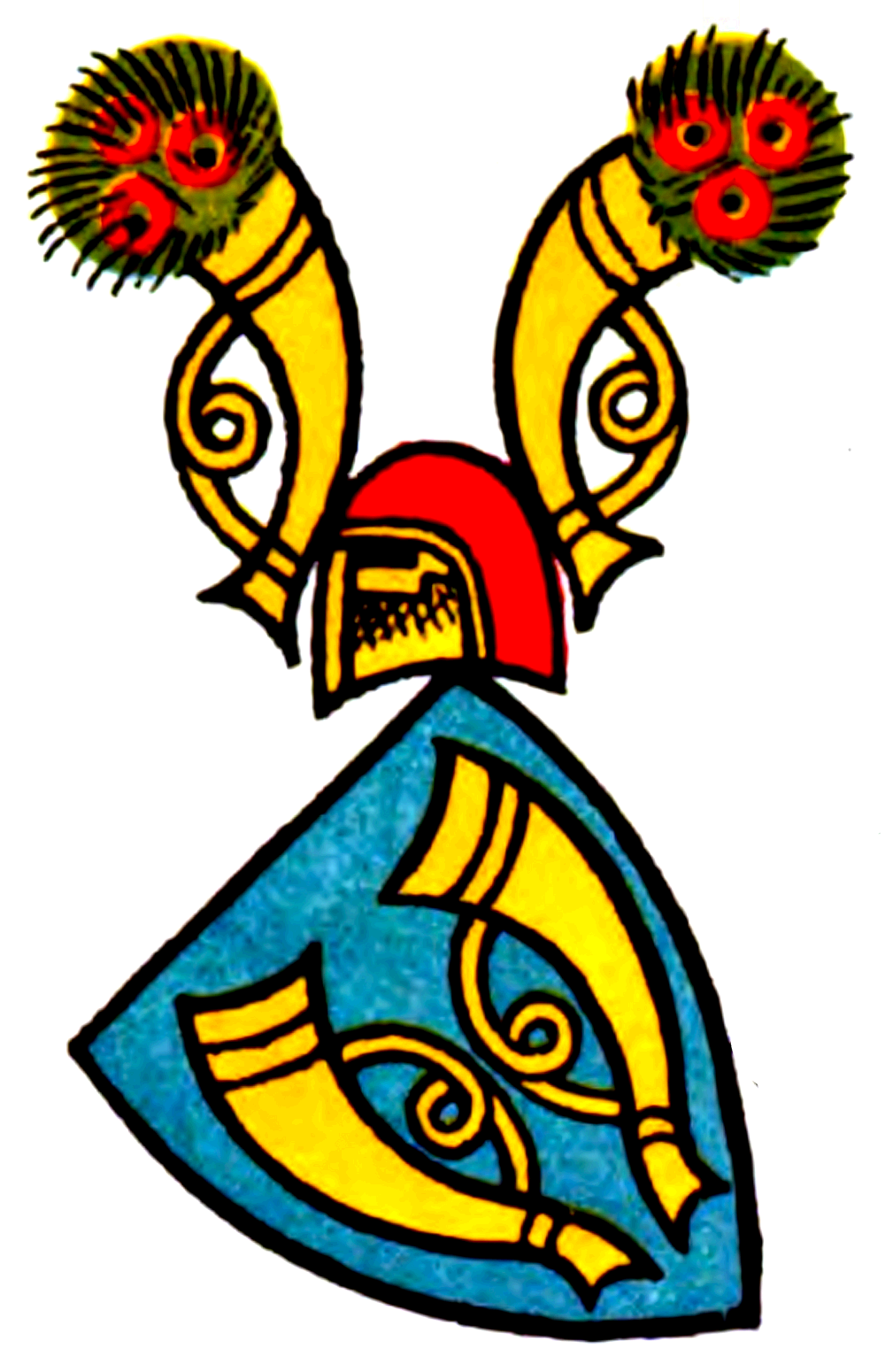
Wappen der Herren von Triberg in der Zürcher Wappenrolle

Die Herren von Triberg waren eine Seitenlinie der Freiherren von Hornberg. 1239 ist Peter von Triberg in einer Urkunde bezeugt. Sein Vater Burkhart II. von Hornberg erhielt bei einer Teilung des Familienbesitzes die Herrschaft Triberg, während Bruno und Werner von Hornberg den Hornberger Teil erhielten. Burkhart ließ vermutlich die Burg Triberg erbauen. Auf seinen Sohn Peter folgte 1280 bis 1310 noch Burkhart II. von Triberg und 1311 bis 1325 dessen Neffe Burkhart III. Burkharts Sohn Johann verstarb vor seinem Vater, so dass die Seitenlinie der Herren von Triberg bereits 1325 im Mannesstamm ausstarb. Die Herrschaft Triberg wurde vom Reich zunächst an die Grafen von Hohenberg vergeben, die sie dann 1355 an Albrecht II. von Österreich verkauften.